# Miroslav Stojanovski
Miroslav Stojanovski, makedonski general, * 10. julij 1959, Skopje.
Generalmajor Stojanovski je med leti 2005 in 2011 deloval kot načelnik generalštaba Armade Republike Makedonije.

## Življenjepis
Po končani osnovni šoli se je vpisal na vojaško gimnazijo v Beogradu, ki jo je končal leta 1978. Vpisal se je na Vojno akademijo JLA (tudi v Beogradu), ki jo je končal leta 1982 s činom podporočnika.
Takoj po akademiji je opravil še enoletni specialistični častniški tečaj vojaške policije. Leta 1989 je postal poveljnik čete vojaške policije.
Med vojnami v nekdanji Jugoslaviji je bil sprva poveljnik čete, nato pa od leta 1992 namestnik poveljnika bataljona vojaške policije. Leta 1991 je sodeloval v bitki za Vukovar, za kar ga Hrvati obtožujejo, da je njegova enota zajela 10 pripadnikov 204. vukovarske brigade in jih peljala proti Vučedolu, kjer pa so izginili. Prav tako je osebno spremljal transport vojnih ujetnikov v koncentracijsko taborišče v Sremski Mitrovici; med transportom naj bi jim verbalno grozil in jih zmerjal.
Leta 1996 je končal tudi enoletno šolanje na Command Staff Academy v ZDA.
Po ustanovitvi Armade Republike Makedonije je leta 1998 prestopil iz JLA in postal prvi poveljnik specialnih sil kopenske vojske Volkovi (Vukovi).
Istega leta je končal tudi šolanje na NATO Defense College v Rimu.
2002 je postal poveljnik 501. padalskega diverzantskega odreda Makedonskega vojnega letalstva.
Leta 2003 je bil povišan v generalmajorja in hkrati je postal namestnik načelnika generalštaba Armade Republike Makedonije za načrtovanje in operacije. Marca 2004 je kot predstavnik ARM sodeloval pri transportu trupel predsednika Makedonije Trajkovskega in osmih pripadnikov njegove delegacije, ki so umrli v letalski nesreči pri Mostarju, iz Sarajeva nazaj v Makedonijo.
6. julija 2005 je postal načelnik generalštaba Armade Republike Makedonije.

## Napredovanja
- 1982 - podporočnik JLA
- 1983 - poročnik JLA
- 1986 - stotnik JLA
- 1990 - stotnik 1. stopnje JLA
- 1991 - major JLA
- 1994 - podpolkovnik JLA
- 1998 - polkovnik ARM
- 2001 - brigadni general ARM
- 2003 - generalmajor ARM